# Jozef Vengloš
Jozef Vengloš (Ružomberok, 18 febbraio 1936 – Bratislava, 26 gennaio 2021) è stato un calciatore e allenatore di calcio cecoslovacco, dal 1993 slovacco.

## Carriera
È stato CT della nazionale di calcio della Cecoslovacchia tra il 1978 e il 1982 e tra il 1988 e il 1990, ottenendo un terzo posto all'Europeo 1980 e un piazzamento nei Quarti di Finale ad Italia 1990.
Ingaggiato dall'Aston Villa nella stagnione 1990-1991, divenne il primo allenatore non britannico ad allenare una squadra nella massima divisione inglese.
Dopo la divisione della Cecoslovacchia è stato selezionatore della Nazionale slovacca dal 1993 al 1995, dell'Oman dal 1996 al 1997 ed è stato tecnico del Celtic nella stagione 1998-1999.

## Palmarès

### Giocatore
- Campionato cecoslovacco: 1

Slovan Bratislava: 1954-1955

### Allenatore

#### Competizioni nazionali
- Campionato cecoslovacco: 2

Slovan Bratislava: 1973-1974, 1974-1975
- Coppa di Slovacchia: 2

Slovan Bratislava: 1973-1974, 1975-1976
- Campionato malese: 1

Kuala Lumpur FA: 1986
- Coppa della Malesia: 1

Kuala Lumpur FA: 1987

#### Competizioni internazionali
- Coppa Piano Karl Rappan: 3

Košice: 1969
Slovan Bratislava: 1973, 1974

#### Nazionale
- Campionato d'Europa Under-21: 1

Cecoslovacchia: 1972